# Wolfgang Seifert (Fußballspieler)
Wolfgang Seifert (* 13. Februar 1927; † 4. Februar 2002) war ein deutscher Fußballspieler und Fußballtrainer. Mit dem SC Rotation Leipzig spielte er von 1954 bis 1958 in der DDR-Oberliga, der höchsten Spielklasse des DDR-Fußballs. Als Trainer war er unter anderem beim Oberligisten SC Turbine Erfurt tätig.

## Sportliche Laufbahn

### Fußballspieler
Seifert kam 1954 von der unterklassigen  Betriebssportgemeinschaft (BSG) Einheit Karl-Marx-Stadt zum Oberligisten BSG Einheit Ost Leipzig, der sich im November 1954 zum SC Rotation Leipzig umwandelte. Seifert wurde vom ersten Spieltag an in der Oberligamannschaft eingesetzt und verpasste anschließend nur ein Punktspiel. Als halbrechter Stürmer erzielte er zwölf Tore und wurde damit treffsicherster Spieler der Leipziger. Im Herbst 1955 wurde im DDR-Fußball eine so genannte Übergangsrunde ausgetragen, um anschließend das Spieljahr auf den Kalenderjahr-Rhythmus umzustellen. In der Oberliga wurden dazu dreizehn Spieltage angesetzt. Seifert konnte nur die ersten beiden Spiele bestreiten, am zweiten Spieltag verletzte er sich so schwer, dass er für den Rest der Übergangsrunde ausfiel. In der Saison 1956 konnte er wieder von Beginn an eingesetzt werden und bestritt 25 der 26 Punktspiele. Mit seinen acht Toren gehörte er wieder zu den erfolgreichsten Torschützen seiner Mannschaft. 1957 absolvierte Seifert alle 26 Punktspiele, wechselte während der Saison aber vom Angriff auf die Position des rechten Läufers. Infolgedessen kam er nur noch zu zwei Punktspieltoren. Mit 31 Jahren ging Seifert 1958 in seine letzte Oberligasaison. Er begann wieder als Mittelfeldspieler, bestritt aber auch mehrere Spiele wieder als Stürmer. Im letzten Drittel der Saison wurde er nur noch unregelmäßig in der Oberliga eingesetzt und kam so nur noch auf 20 Punktspieleinsätze. Nachdem er zum Saisonende 31-jährig seine Oberligakarriere beendet hatte, konnte er auf vier Spielzeiten Erstligafußball zurückblicken, in denen 98 Punktspiele bestritten und 24 Tore erzielt hatte. 

### Fußballtrainer
Unmittelbar nach seinem Rückzug aus der Oberliga nahm Seifert 1958 ein Trainerstudium an der Leipziger Sporthochschule DHfK auf. Daneben spielte er als Freizeitfußballer beim viertklassigen Bezirksligisten Rotation 1950 Leipzig. Seinen ersten Trainerposten erhielt Seifert 1960 beim SC Turbine Erfurt. Er übernahm die in die zweitklassige DDR-Liga abgestiegene Mannschaft und führte sie umgehend in die Oberliga zurück. Mit ihr erreichte er in der Saison 1962/63 (der DDR-Fußball war 1961 zum Sommer-Frühjahr-Spielrhythmus zurückgekehrt) als beste Platzierung Platz acht. Als der SC Turbine ein Jahr später erneut absteigen musste, musste Seifert seinen Trainerposten verlassen und wurde zur SG Dynamo Erfurt versetzt, die in der nun drittklassigen Bezirksliga spielte. Dort blieb er bis zum Ende der Saison 1966/67 und wechselte danach zum DDR-Ligisten Motor Weimar. Bereits nach einem Jahr stiegen die Weimarer, nachdem sie zuvor sechs Spielzeiten in der DDR-Liga verbracht hatten, in die Bezirksliga ab. Als 1969 der Wiederaufstieg verpasst wurde, musste Seifert auch in Weimar das Feld räumen. Seiferts nächste Trainerstation war ab 1969/70 die BSG Wismut Gera, wo man nach dem Oberligaabstieg von 1967 noch immer auf den Wiederaufstieg hoffte. Als Seifert nach einem zweiten Platz 1970 und Platz fünf 1971 die Hoffnungen nicht erfüllt hatte, wurde seine Trainerarbeit in Gera beendet. Zwischen 1971 und 1973 trainierte Seifert den Bezirksligisten Aufbau Erfurt, danach tauchte er im überregionalen Fußball nicht mehr auf. 